# Pseudonortonia tenuis
Pseudonortonia tenuis är en stekelart som beskrevs av Gusenleitner 2002. Pseudonortonia tenuis ingår i släktet Pseudonortonia och familjen Eumenidae. Inga underarter finns listade i Catalogue of Life.